# Народний герой Югославії
Народний герой Югославії (сербохорв. Народни херој Југославије / Narodni heroj Jugoslavije) — найвищий ступінь відзнаки в Югославії поряд зі званням Герой Соціалістичної Праці. Звання присвоювалося за видатні заслуги перед Югославією, пов'язаними зі здійсненням героїчного громадянського або військового подвигу, особливо у період народно-визвольної війни.
Особам, удостоєним звання Народний герой, вручався орден Народного героя.

## Історія
Звання Народного героя було засноване Верховним штабом (ВШ) Народно-визвольної партизанської і добровольчої армії Югославії наприкінці 1941 року. У бюлетені ВШ № 12-13 (грудень 1941 — січень 1942 рр.) у повідомленні про це писалося, що звання Народного героя присвоюється за «героїзм і самопожертву учасників народно-визвольної боротьби».
Першим удостоєним цього високого звання став у лютому 1942 року заступник командира батальйону 2-ї Пролетарської бригади Петар Лекович.
Орден Народного героя як зовнішній атрибут звання, був заснований 15 серпня 1943 року наказом Верховного Головнокомандувача Йосипа Броза Тіто разом із орденами Партизанської зірки, Національного визволення, Братерства і єдності, «За хоробрість» та медаллю «За хоробрість».
За весь час існування високе звання отримали 1332 особи, з яких 91 жінка, 22 іноземці. Звання Народного героя посмертно удостоїли Івана Сенюка — єдиного серед усіх представників української національної меншини Югославії.
Лише лідер Югославії Йосип Броз Тіто був удостоєний цього звання тричі.
Серед 22 іноземних громадян, яким присвоєно звання Народного героя Югославії, є українці, зокрема: А. Н. Вітрук, П. Г. Дмитренко, С. А. Козак, Р. Я. Малиновський, Г. М. Охріменко, В. О. Судець та В. А. Уліско.